# PHF21A
 Пальцевидный белок PHD 21A  — белок, кодируемый у человека геном  PHF21A .

## Функция
PHF21A является составной частью BRAF35 (MIM 605535)/гистондеацетилазы (HDAC, см MIM 601241) комплекса (BHC), являясь посредником репрессии нейроноспецифических генов посредством цис-регуляторных элементов, известный как репрессорный элемент 1 (RE1) или нейронный ограничительный сайленсер (NRS) (Hakimi и др., 2002).

## Взаимодействия
PHF21A, как было выявлено, взаимодействует с:
- HDAC1,[2][4]
- HMG20B,[2][4]
- Гистондезацетилазой 2,[2][4][5] и
- RCOR1.[2][4]